# Luhe (dopływ Ilmenau)
Luhe – rzeka w Niemczech w północno-wschodniej Dolnej Saksonii stanowiąca lewy dopływ rzeki Ilmenau.

## Przebieg
Rzeka znajduje się w dorzeczu Łaby.
Początek jej biegu znajduje się koło Bispingen na Pustaci Lüneburskiej i uchodzi w Winsen (Luhe) do Ilmenau, która już po trzech kilometrach wpływa z lewej strony do Łaby.
Całkowita długość rzeki wynosi 58 kilometrów a różnica poziomów źródła (80 m) i ujścia (7 m) 73 m.

## Zasobność w ryby
Luhe jest jedną z najzasobniejszych w ryby łososiowate i troć wędrowną rzeką w Niemczech. W ostatnich czasach daje się zauważyć wzmożony wzrost populacji krabów wełnistoszczypcych.

## Żegluga
Rzeka była żeglowna do Winsen (Luhe) jeszcze do początków XX wieku, ale teraz jest już tylko ulubioną trasą dla amatorów pływania łódkami „kanu”.

## Miejscowości nad Luhe
Nazwa rzeki dodawana jest do nazwy miasta Winsen (największej miejscowości nad Luhe) dla odróżnienia od innego Winsen nad rzeką Aller również w Dolnej Saksonii.
Inne miejscowości nad Luhe to Bispingen, Salzhausen, Soderstorf i Oldendorf (Luhe).